# 普通裁判籍
普通裁判籍（ふつうさいばんせき）とは、民事訴訟法上、事件の種類、内容に関わらず一般的に定められる裁判籍。訴えは、被告の普通裁判籍の所在地を管轄する裁判所の管轄に属する（民事訴訟法4条1項）。

## 自然人の普通裁判籍
自然人の普通裁判籍は、住所により、日本国内に住所がないとき又は住所が判明しないときは居所により、日本国内に居所がないとき又は居所が判明しないときは最後の住所によって定まる（同条2項）。

大使、公使その他外国に在ってその国の裁判権からの免除を享有する日本人が同条2項の規定により普通裁判籍を有しないときは、その者の普通裁判籍は、東京都千代田区にあるものとする（同条3項、民事訴訟規則6条）。

## 法人その他の団体の普通裁判籍
法人その他の社団又は財団の普通裁判籍は、その主たる事務所又は営業所により、事務所又は営業所がないときは代表者その他の主たる業務担当者の住所により定まる（民事訴訟法4条4項）。ただし、外国の社団又は財団の普通裁判籍は、日本における主たる事務所又は営業所により、日本国内に事務所又は営業所がないときは日本における代表者その他の主たる業務担当者の住所により定まる（同条5項）。

## 国の普通裁判籍
国の普通裁判籍は、訴訟について国を代表する官庁の所在地により定まる（同条6項）。国の訴訟については、法務大臣が国を代表するため、国の普通裁判籍は法務省の所在地である東京都千代田区に認められる。